# Vieillevigne (Loara Atlantycka)
Vieillevigne – miejscowość i gmina we Francji, w regionie Kraj Loary, w departamencie Loara Atlantycka.
Według danych na rok 2010 gminę zamieszkiwało 3905 osób, a gęstość zaludnienia wynosiła 74 osoby/km².